# Михайловская Дача (платформа)
Миха́йловская Да́ча — остановочный пункт Октябрьской железной дороги на участке Санкт-Петербург — Калище. Расположен в Петергофе на двухпутном перегоне Стрельна — Новый Петергоф.

## История
В 1933 году через через будущий остановочный пункт прошла электрификация от ст. Ленинград-Балтийский до ст. Ораниенбаум-I. Это был первый электрифицированный участок на Октябрьской железной дороге. Тогда напряжение в контактной сети составляло 1,5 кВ постоянного тока. 
В 1948 году после разрушений в результате боевых действий во время ВОВ было восстановлено движение электросекций по этому участку.
Станция была открыта в 1958 году для сотрудников 61-го Бронетанкового ремонтного завода, поэтому первоначально её назвали Заводско́й. В 1960-х её переименовали в Кра́сные Зо́ри: в 2 км к западу примерно в то время построили птицефабрику «Красные зори» (Петергоф, Ропшинское шоссе, 8). Сама птицефабрика, судя по всему, получила название по колонии для беспризорников «Красные зори», располагавшейся до войны на Михайловской даче (Санкт-Петербургское шоссе, 109).
В 1967 году участок Ленинград-Балтийский - Ораниенбаум-I был переведён на напряжение 3,3 кВ постоянного тока. В том же году были построены две новые высокие боковые пассажирские платформы. Реконструированы в 2003-2004 гг. в рамках подготовки участка к запуску новых электропоездов "Спутник".

## Переименование
10 июля 2020 года топонимическая комиссия одобрила инициативу высшей школы менеджмента СПбГУ (занимает сейчас часть территории Михайловской дачи) и ОАО «РЖД» о переименовании станции «Красные Зори» в Миха́йловскую Да́чу. 19 августа 2020 года был выпущен приказ ОАО «РЖД» о переименовании, затем приказом федерального агентства железнодорожного транспорта были внесены изменения в перечень железнодорожных станций, открытых для выполнения соответствующих операций, и выполняемых ими операций. Это переименование стало первым случаем переименования остановочного пункта, расположенного в Санкт-Петербурге, ранее имели место лишь возвращения исторических названий.

## Особенности движения
Большая часть электропоездов проезжает платформу без остановки.

## Фотографии

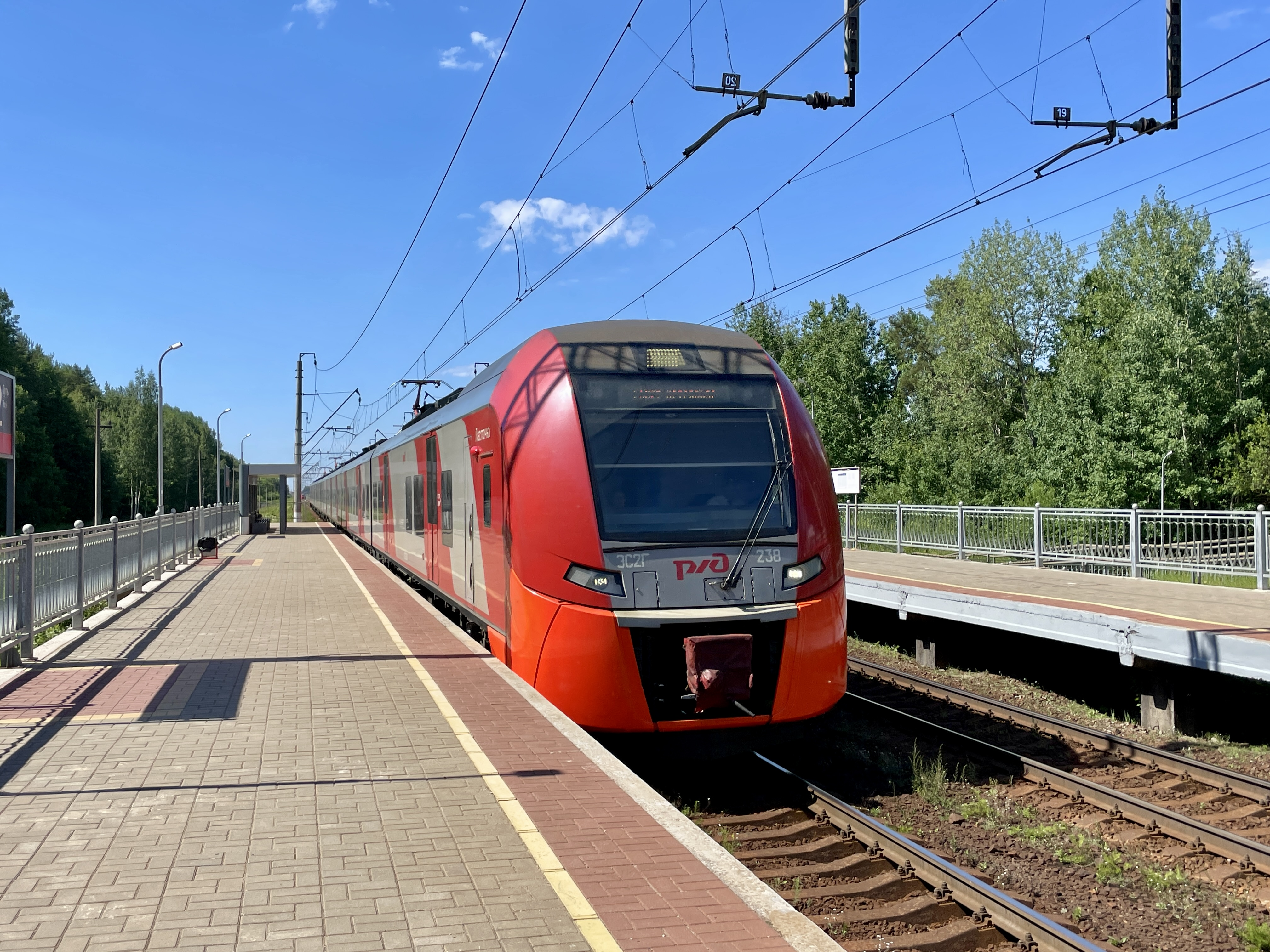
ЭС2Г-238 «Ласточка» на платформе Михайловская дача (2024 год)